# Castillo de Santa María da Feira
El Castillo de Santa María da Feira está situado en la ciudad de Santa Maria da Feira, en el distrito de Aveiro, en Portugal. Está considerado como uno de los ejemplos más completos de la arquitectura portuguesa, ya que en él se encuentra representada una amplia gama de elementos defensivos utilizados en aquella época.

## Historia

### Época medieval
En la época de la reconquista cristiana de la península, en este centro religioso pagano, habiendo sido transformado en un centro mariano, se desarrolló una feria regional que daría nombre al lugar. La primera referencia documental a su fortificación consta en la Chronica Gothorum (anónimo, finales del siglo XII), que da la noticia de la victoria de Bermudo III de León sobre un jefe moro en tierras del Castillo de Santa María. Sería de este período la construcción de la parte inferior de la torre del homenaje con funciones de alcazaba, protegida por una muralla de la que apenas quedan vestigios.

### Reino de Portugal y dinastía Alfonsina

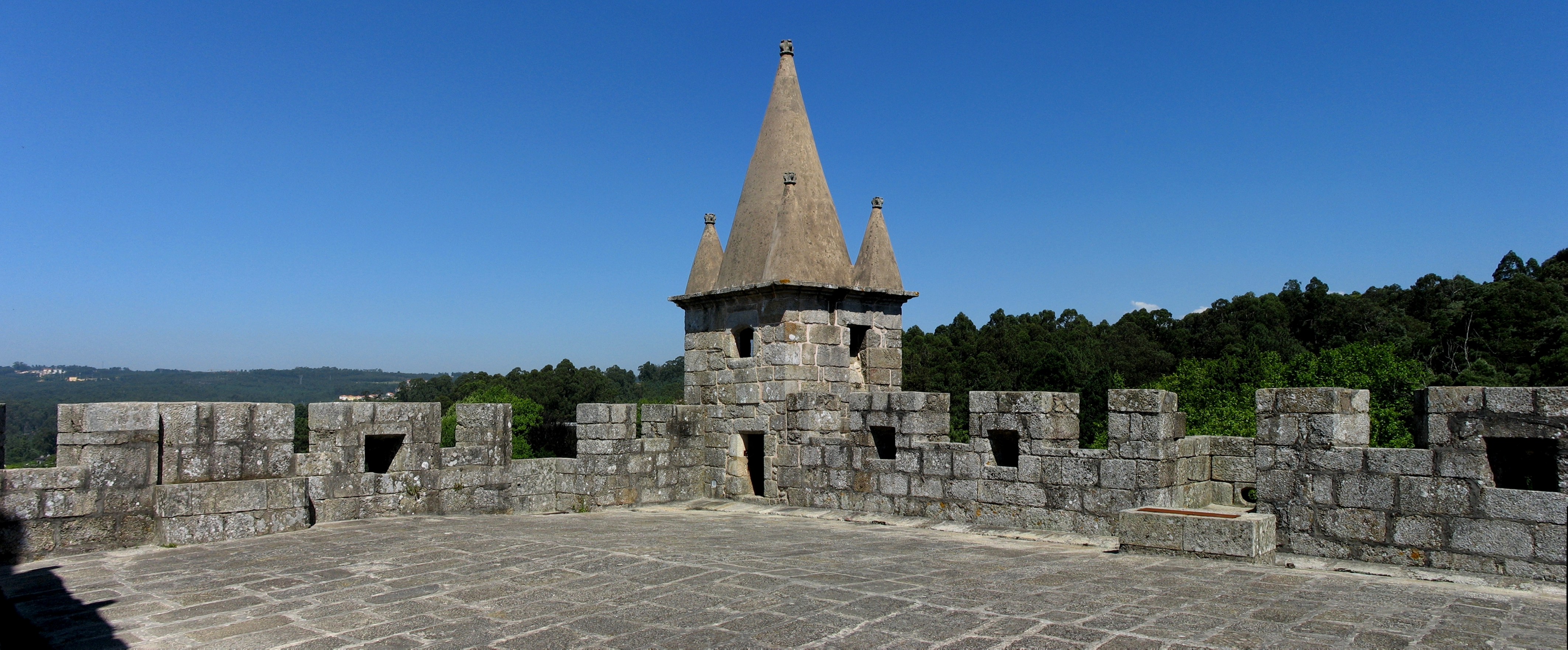
Terraza y una de las torres.

Cuando el conde Enrique de Borgoña recibió las tierras del Condado de Portugal (1095) estas incluían los dominios del Castillo de Santa María y del Castillo de Guimarães, el Castillo de Haría y el Castillo de Neiva. Con la muerte del conde y ante la ascendencia del gallego Fernando Pérez de Traba sobre la viuda, la condesa Teresa de León, los señores del sur del río Miño, insatisfechos, se organizaron en torno al joven Alfonso Henriques, que, mientras tanto, se armó caballero (1125).
Parte importante de estos hechos habrían ocurrido en las tierras del Castillo de Santa María bajo el dominio del noble Ermígio Moniz, culminando en la Batalla de São Mamede (Guimarães, 1128). Las tierras de Santa María comprendían, en la época, un extenso dominio que se extendía desde la costa hasta el curso del río Arda y, desde el curso del río Duero hasta el sur de Ovar y de Oliveira de Azeméis. En el testamento de Sancho I, redactado en 1188, este fue el principal de los cinco castillos previstos por el soberano para eventual refugio de la reina cuando fuera viuda y de las infantas.
El 1282, Dionisio I, lo incluyó entre los doce castillos asegurados como arras a su consorte la reina Isabel de Portugal. Más tarde, aún en este período, fue ocupado por las fuerzas de Alfonso IV, en guerra contra el rey, su padre. Una vez celebrada la paz entre ambos, por iniciativa de la Reina Santa (1322), el dominio del castillo (entre otros) fue entregado a Alfonso IV mediante el compromiso de vasallaje hacia su padre. Posteriormente, en 1357, fue nombrado alcaide el noble Gonçalo Garcia de Figueiredo. El rey Fernando I hizo donación de las Tierras de Santa María y su castillo a João Afonso Telo de Meneses, conde de Barcelos (1372), que nombró alcaide del castillo a Martim Correa.

### DelsigloXVIIalXIX
En el siglo XVII se construyó dentro de los muros el Palacete de los Condes de Feira, derribado en 1929, y del que sólo quedan algunas paredes, la escalinata y la fuente. De este mismo período es la edificación de la Capilla de Nuestra Señora de la Encarnación, sobre otra, más antigua, bajo la misma invocación, por iniciativa de Juana Forjaz Pereira de Meneses y Silva, condesa de Feira, inaugurada en 1656. extinta la representación de los condes de Feira, el conjunto pasó al patrimonio de la Casa do Infantado (conjunto de bienes y propiedades de la corona) en 1708. en 1722 un violento incendio devastó el inmueble, llevando a un largo periodo de abandono y ruina. El siglo XIX se inició una tímida recuperación del monumento. Terminadas las guerras liberales, el castillo y las tierras anexas fueron adquiridas en subasta pública por el general Silva Pereira (1835).

### DelsigloXXa hoy
Al inicio del siglo XX se renovó el interés público por el monumento. Una campaña de suscripción recaudó fondos para las obras de restauración del inmueble, los escombros del que pasaron a ser custodiadas por un vigilante. Las primeras obras de recuperación fueron ejecutadas por la Dirección de Obras Públicas (1908) y visitadas por el rey Manuel II el año siguiente. El castillo fue declarado Monumento Nacional en 1910. A partir de 1927, las visitas al monumento pasaron a ser de pago. El Estado ejecutó obras de consolidación y restauración durante los periodos de 1935-1936, 1939-1944 y más recientemente, en 1986.

## Descripción

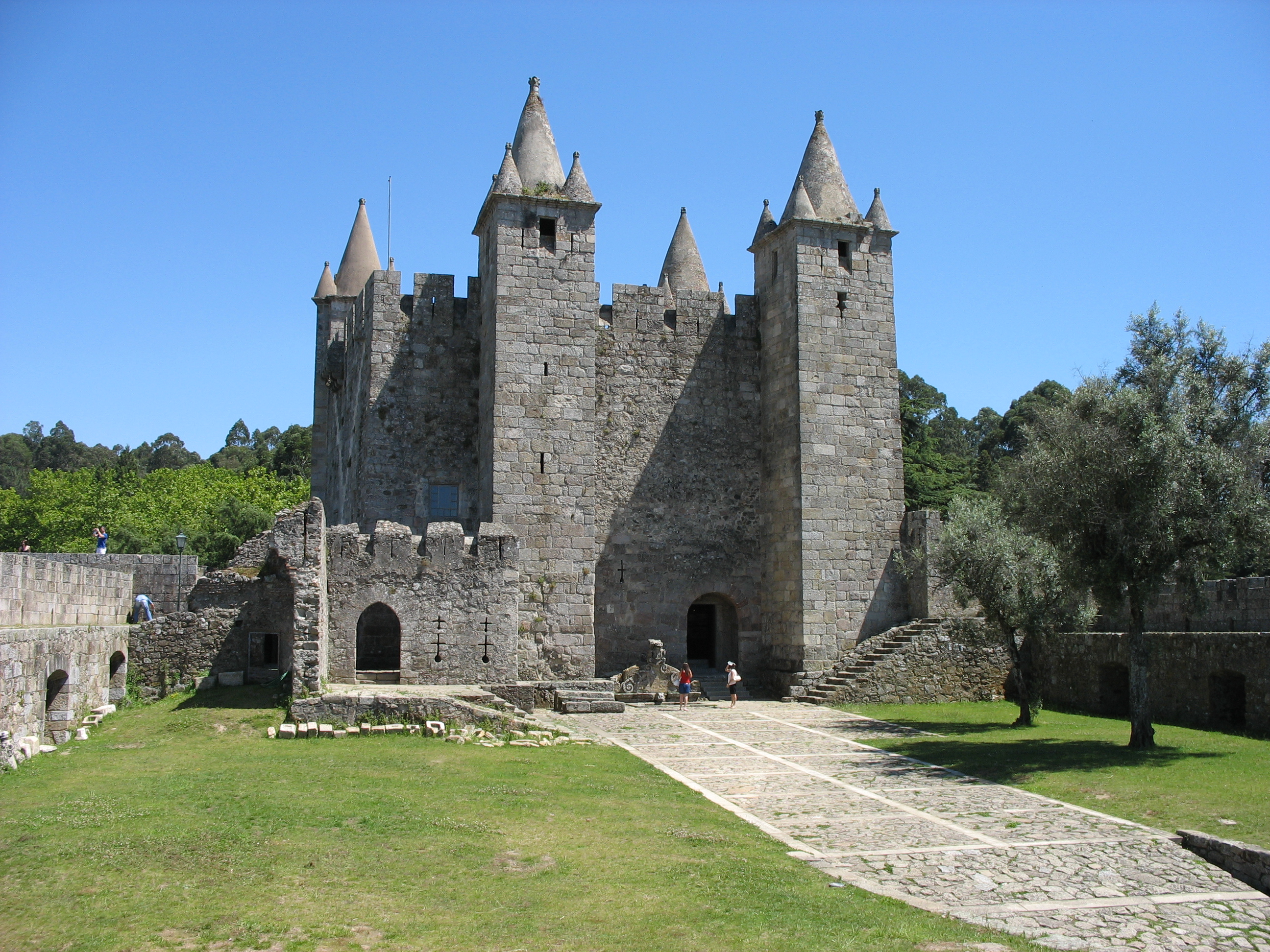
Plaza de armas y entrada del castillo.

El conjunto presenta una planta oval irregular, orientada en sentido norte-sur, en estilo gótico, habiendo incorporado elementos de otros estilos a lo largo de los siglos. Es un monumento imponente, austero, construido encima de una plataforma de granito. Posee una torre del homenaje sólida, aparentemente cuadrada, con contrafuertes de torres también cuadradas. Detrás de la torre encontramos una tenaza, precedida por el llamado patio de la Traición (donde se abre la respectiva puerta). De finales del siglo XV datan las adaptaciones a las demandas de pirobalística, como la casamata, inclinada y coronada por una torre cuadrada.
En varios puntos del castillo hay siglas marcadas a los bloques de piedra. Esto equivale a las firmas de los diversos maestros de obra, permitiendo saber quien participó en la construcción de otros inmuebles.